# Mercer (Nouvelle-Zélande)
Mercer est une localité située dans la zone de la région de Waikato dans l’Île du Nord de la Nouvelle-Zélande.

## Situation
Le village de Mercier est localisé à 70 km au nord de la ville d’Hamilton et à 58 km au sud de la cité d’Auckland, sur la rive est du fleuve Waikato, à 2 km au sud de sa confluence avec la rivière Mangatawhiri.

## Toponymie
Le village fut nommé d’après le capitaine Mercier tué à la bataille de Rangiriri (en) en novembre 1863.

## Installations
La ville de Mercer a une école primaire et aussi des magasins et des cafés, qui continuent à jouer le rôle de point médian d’approvisionnement entre les villes d’Hamilton et la cité d’Auckland. C’était était autrefois le buffet de la gare à mi chemin sur cette ligne de chemin de fer permettant le ravitaillement des passagers.

## Histoire
La première attaque lors de l’Invasion de Waitako (en) eut lieu ici le 17 juillet 1863, quand environ 15 défenseurs Māori furent tués à Koheroa (à un kilomètre au nord de la ville).
La canonnière à vapeur Pioneer (en) fit naufrage dans Port Manukau en 1866 et l’une des tourelles à canons forme aujourd'hui une partie du mémorial de la guerre.
La ligne de chemin de fer de la ligne principale de l’île du nord (en) ouvrit une station au niveau de la la gare de Mercer (en) le 20 mai 1875.
Un accident mentionné sur la liste des crash de 1940 (en) entraîna la mort du conducteur et du chauffeur.
Jusqu’en 1958, de nombreux trains s’arrêtaient ici pour faire le plein d’eau pour le refroidissement et le fonctionnement des locomotives à vapeur.
La station du chemin de fer ferma en 1986.
L’accostage des steamers de la société Caesar Roose (en) au niveau de Mercier fonctionna jusqu’en 1976 et pouvait être vu sur la rive ouest de la rivière juste au sud de Mercer.
En 1965, la société « Caesar » offrit 100 000 $ sur les 343 000 $ du coût du pont pour remplacer le ferry de Mercer.

## Pont
Le pont “Caesar Roose” de 480 pieds de long, n’a qu’une seule portée en béton et fut ouvert le 18 novembre 1972.

## Anciens Résidents
- Allan Marshall (en), né en 1851 capitaine de rivière
- Te Puea Herangi, né en 1883
- Caesar Roose (en), né en 1886